# Chevauchée
Chevauchée är en form av beväpnat angrepp som företas mot en fiende, i syfte att tillskansa sig resurser, försvaga fienden och även framtvinga slag. Begreppet är franskt och betyder "beriden promenad"; ofta syftar det på 100-årskriget där chevauchéer företogs. Detta till trots är hästen inget krav, även om användandet av häst i mångt och mycket förenklar företagandet.
En effekt som chevauchéen har är att den skapar stora mängder flyktingar, då den delvis kan angripa civilbefolkningen. Angriparen i detta fall, ser nu inte det som något negativt, eftersom chevauchéen företas på fiendens område och därigenom tvingar honom ta hand om stora mängder människor. Dessutom minskar detta ytterligare fiendens produktionskraft. Dessutom brukar chevauchée inte bara inrikta sig på att förstöra eller döda, även kidnappningar var vanligt förekommande.

## Historia
Chevauchée började användas under den tidiga medeltiden i Spanien, under reconquistan. Den fick stort genomslag i Frankrike under 100-årskriget mot England. Engelsmännen hade tidigare använt chevauchée emot skottarna och vice versa. 
Ett exempel är när Edvard, den svarte prinsen hösten 1355 inte attackerade Toulouse , vilket de flesta väntat sig. Istället ödelade han det omgivande Armagnac. De franska bönderna och deras byar var inte utrustade eller organiserade nog för att försvara sig. Detta gjorde dem till enkla mål för kampanjen. Bönderna saknade skyddsvallar utan tvingades förskansa sig till kyrkor eller stenbyggnader som de kunde förstärka med exempelvis grävda diken eller staket. Trots detta så föll de offer för engelsmännen. Trots att de kortvarigt kunde hålla stånd, tvangs de ofta ge upp på grund av vattenbrist eller eld. Det kunde då kosta mer att göra motstånd, eftersom de blev dödade. Adelsmän utväxlades mot lösen. Men eftersom bönderna sällan kunde betala så togs de inte som gisslan, utan dödades bara. Det förklarar varför de ändå gjorde motstånd. 

## Nutid
En modern variant av detta är brända jordens taktik men med skillnaden att man vid reträtt bränner eget territorium i syfte att förvägra fienden resurser.